# Andjar Asmara

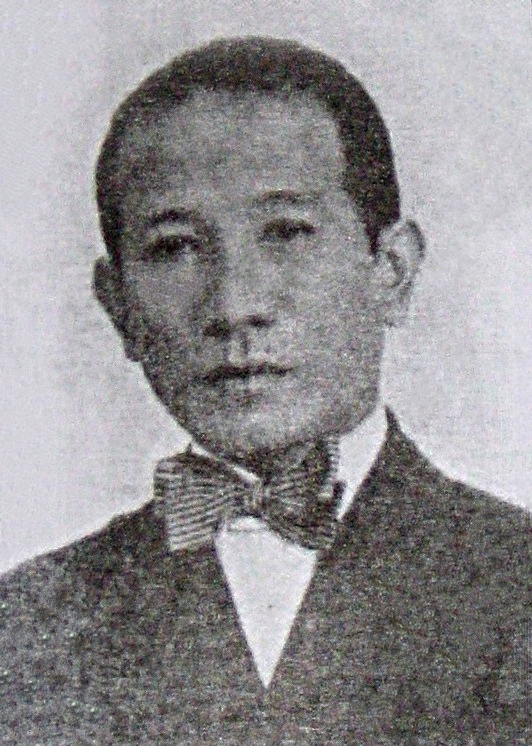
Andjar en 1930.

Abisin Abbas ([aˈbisɪn aˈbas]; 26 de febrero de 1902 – 20 de octubre de 1961), más conocido por su seudónimo Andjar Asmara ([anˈdʒar asˈmara]), fue un dramaturgo y cineasta activo en el cine de las Indias Orientales Neerlandesas. Nacido en Alahan Panjang, Sumatra Occidental, el primer trabajo que encontró fue como reportero en Batavia (actual Yakarta). Luego se convirtió en un escritor para la Padangsche Opera en Padang, donde desarrolló un nuevo diálogo centrado en el estilo que más tarde se extendió por toda la región. Después de volver a Batavia en 1929 se pasó más de un año como un crítico de teatro y cine. En 1930 se unió a la Dardanella touring troupe como escritor, mientras va a la India en un intento fallido para filmar su obra de teatro Dr. Samsi.
Después de salir de Dardanella en 1936 Andjar estableció su propia compañía, luego trabajó en una editorial, escribió seriales basados en películas de éxito. En 1940 fue invitado a unirse a la empresa de The Chun Teng, Java Industrial Film, ayudando con la comercialización y trabajando como director durante dos producciones. Después de la ocupación japonesa, tiempo durante el cual permaneció en el teatro, Andjar hizo un breve regreso al cine. Dirigió tres películas a finales de 1940 y escribió cuatro guiones que se hicieron en la década de 1950. Él publicó una novela llamada Noesa Penida, en 1950 y pasó el resto de su vida escribiendo seriales basados en películas locales y editoriales de crítica cinematográfica. Los historiadores lo reconocen como uno de los pioneros del teatro y uno de los primeros directores de cine nativos de Indonesia, a pesar de que tenía poco control creativo de sus producciones.

## Primeros años y teatro
Andjar nació como Abisin Abbas en Alahan Panjang, Sumatra Occidental, el 26 de febrero de 1902.

## Filmografía

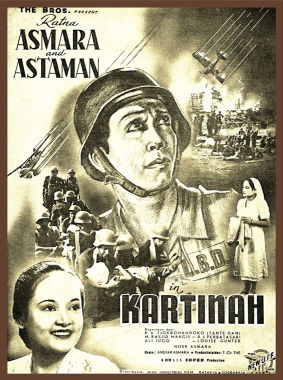
Cartel para Kartinah, en el debut como director de Andjar.

- Kartinah (1940) – como director, guionista, y cuentista
- Noesa Penida (1941) – como director y cuentista
- Djauh Dimata (Out of Sight; 1948) – como director y cuentista
- Anggrek Bulan (Moon Orchid; 1948) – como director
- Gadis Desa (Maiden from the Village; 1949) – vomo director y cuentista
- Sedap Malam (Tuberose; 1950) – como cuentista
- Pelarian dari Pagar Besi (Escape from the Iron Fence; 1951) – como cuentista
- Musim Bunga di Selabintana (Flowers in Selabintana; 1951) – como cuentista
- Dr Samsi (1952) – como cuentista
- Noesa Penida (Pelangi Kasih Pandansari) (Noesa Penida [Pandansari's Rainbow of Love]; 1988) – como cuentista (crédito póstumo)